# Josaphatsite
De Josaphatsite (Frans: Site Josaphat) ook Josaphatfriche (Frans: Friche Josaphat) kortweg de Friche is een terrein van 25 ha in Schaarbeek in het Brussels Hoofdstedelijk Gewest. Dit vroegere rangeerterrein van voormalig station Schaarbeek-Josaphat bevindt zich tussen station Meiser en station Evere en wordt doorsneden door spoorlijn 26, die Schaarbeek met Halle verbindt. Het terrein ligt braak sinds de uitdienstneming van station Schaarbeek-Josaphat in 1994.

## Geschiedenis
Station Schaarbeek-Josaphat werd ingehuldigd op 19 juli 1926 bij de bouw van de Terdeltwijk, een tuinstad beheerd door de arbeidershuisvestingsmaatschappij de Schaarbeekse Haard. Dit goederenstation bleef tot 1994 in dienst.
De grond die voorheen eigendom was van de NMBS en later Infrabel, werd op 30 december 2005 aangekocht door het Brussels Hoofdstedelijk Gewest via haar Maatschappij voor de Verwerving van Vastgoed. De Josaphatsite is in 2013 gesaneerd. Geleidelijk ontstond een halfnatuurlijk landschap, dat omwonenden tegenwoordig de friche Josaphat (letterlijk vertaald: "woestenij Josaphat") noemen. Verschillende natuurbehoudsverenigingen - zoals Natagora, Natuurpunt en Sauvons la Friche Josaphat - benadrukken de ecologische waarde van de site. Er zijn 120 soorten wilde bijen waargenomen, waaronder zeldzame soorten zoals de Zwartpootwolbij, die nog nooit eerder op Belgisch grondgebied was waargenomen.
Het gebied is het onderwerp geweest van veel herinrichtingsvoorstellen. Het laatste plan van het Gewest is een wijk met 1400 woningen, een basisschool, een crèche en een sportzaal. De industriezone aan de overkant van de spoorweg breidt uit en verdicht. Voetgangersbruggen verbinden in het plan de twee helften van het gebied.

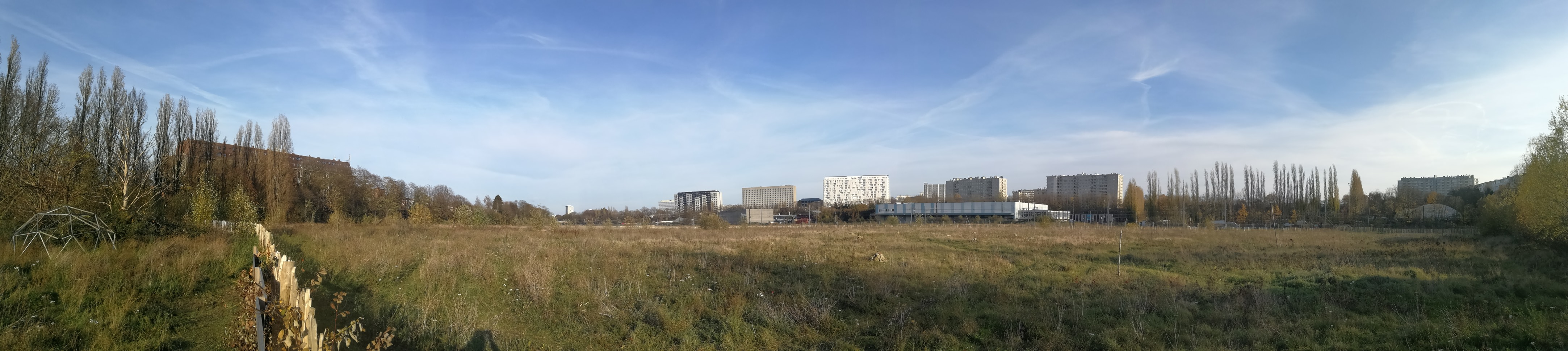
De Josaphatsite